# Eucinetus strigosus
Eucinetus strigosus är en skalbaggsart som beskrevs av Leconte 1875. Eucinetus strigosus ingår i släktet Eucinetus och familjen platthöftbaggar. Inga underarter finns listade i Catalogue of Life.